# Diego Zannandreis
Diego Zannandreis (Verona, 1768 – Verona, 5 agosto 1836) è stato uno scrittore italiano.

## Biografia
Lavorò come modesto impiegato in un'azienda commerciale, tuttavia è noto per i suoi contributi per la ricostruzione biografica di molti artisti veronesi. Infatti, tra il 1830 e il 1834, raccolse molteplici informazioni sulla vita e le opere di pittori, scultori e architetti nati o operanti a Verona e, sebbene non si occupò di nessun aspetto di critica d'arte, il suo lavoro servì per approfondire la conoscenza di molteplici artisti tra cui Pisanello, Girolamo dai Libri, Liberale da Verona, Francesco Morone, Giovanni Maria Falconetto, Giovan Francesco Caroto, Michele Sanmicheli, Paolo Veronese, Felice Brusasorzi e molti altri. I suoi scritti vennero pubblicati nel 1887 da Giuseppe Biadego con il titolo Le vite dei pittori, scultori ed architetti veronesi.

## Opere
- Diego Zannandreis, Le vite di alcuni ingegneri ed architetti veronesi, a cura di Giuseppe Biadego, Verona, 1887.
- Le vite dei pittori scultori e architetti veronesi, pubblicate e corredate di prefazione e di due indici da Giuseppe Biadego, Verona, Stabilimento tipo-litografico G. Franchini, 1891, SBN RAV0779120.